# 韋知人
韋知人（?—?），字行哲，唐朝官员，出自京兆韦氏南皮公房，韦景略曾孙，韦瓒之孙，韋叔谦之子。

## 生平
韋知人年轻时就崇尚古代。以国子的身份举荐授校书郎。唐高宗时，擢升州参军八人为中台郎，韋知人自荆州都督府兵曹转任司库员外郎，兼判司戎大夫（兵部郎中）事。不久去世。其子韦维、韦绳。

## 子孙
- 韋維，字文紀，右庶子、南皮縣公
  - 韋虛心，工部尚書
    - 韋有方，左司員外郎

  - 韋虛舟，刑部侍郎
    - 韋有象
- 韋縱
  - 韋虛受，通州刺史
  - 韋昭理，常州刺史
- 韋縝
  - 韋幼成，山南採訪使
  - 韋幼卿，洛陽令
    - 韋翃，侍御史
      - 韋詞，字踐之，湖南觀察使
        - 韋憲，字持之

  - 韋幼奇，楚丘令
  - 韋幼章，楚州刺史
  - 韋綱，字綱，初名紹，陳王傅
    - 韋豫，麟游尉
      - 韋彎，魏州參軍

    - 韋巽，三水主簿
      - 韋沇，緱氏尉
      - 韋濬

    - 韋咸，汴州司戶參軍
      - 韋武

    - 韋觀，洛陽尉